# عبدالحسین میرسپاسی
دکتر عبدالحسین میرسپاسی  (زاده۱۲۸۶–درگذشت ۱۳۵۵) روانپزشک ایرانی و از پایه‌گذاران روانپزشکی ایران است.

## زندگی‌نامه
وی تحصیلات متوسطه را در مشهد و در مدارس ثروت و دارالفنون تهران در سال ۱۳۰۶ شمسی به پایان رسانید و برای تحصیل طب به فرانسه رفت  در سال ۱۹۳۵ میلادی با موفقیت از دانشکده پزشکی لیون فارغ‌التحصیل شد و سپس به مدت ۲ سال در بیمارستان روانی شارانتون به عنوان دستیار رسمی پروفسور هانری باروک مشغول فعالیت گردید. در سال ۱۹۳۸ به ایران برگشت و مدتی بعد استاد و رئیس بخش روانپزشکی بیمارستان روزبه شد. وی در ۱۹ تیر ۱۳۵۵ درگذشت.

## خدمات
استاد پروفسور جلال بریمانی در مورد ایشان می‌گوید «استاد میرسپاسی روانپزشکی با شهرت جهانی بود، آثار و تالیفاتش نه تنها موجب افتخار مملکتش ایران و فرانسه که در آنجا تحصیل کرده بود، بلکه با کمک به گسترش بیشتر رشته روانپزشکی در سراسر جهان باعث سرافرازی آن نیز شده‌است.»
دکتر میرسپاسی درمانگاهی در تفرش، ساختمان سابق بیمارستان شوروی، بیمارستان روانپزشکی میمنت و بیمارستان آزادی (شهیاد سابق) را به یادگار نهاده‌است که تخت‌های آنان هزاران بیمار دردمند را شفا می‌بخشد.
استاد میرسپاسی یکی از بنیان‌گذاران روانپزشکی نوین در ایران و انجمن بهداشت روانی ایران رئیس پزشکی قانونی ایران مؤسس و رئیس بیمارستان میمنت، رئیس سابق بیمارستان روانی رازی و عضوء شورایعالی وزارت فرهنگ بوده‌است. تأسیس آزمایشگاه‌های آسیب‌شناسی، شیمی سم‌شناسی و خون‌شناسی در پزشکی قانونی از دیگر کارهای استاد است.
از دکتر میرسپاسی آثار علمی فراوانی در حوزه روان‌پزشکی، اعصاب، پزشکی قانونی و حتی فلسفه و ادبیات فارسی به جای مانده‌است که از جمله آن می‌توان به ۳۱ جلد کتاب به زبان فارسی، چهار کتاب به زبان فرانسه و ۱۳ مقاله در زمینه‌های مختلف اشاره کرد. بیماری جنون جوانی، لیپنوتیسم، مرکز دماغی، خلاصه روان‌پزشکی، روان‌پزشکی اجتماعی، روان‌پزشکی در چهار جلد، نشان مچ دست، موارد درمان با توفرانیل، قانون و جنون، جنون جوانی، فکر درونی و تبه‌کاری، رفلکس کف پا  یا نشان بابینسکی، هیپنوتیسم و روان‌شناسی عمومی، برخی از آثار وی هستند.